# Chaerilobuthus
Genre
Synonymes
- Chaeriloiurus Lourenço, 2020
- Serratochaerilobuthus Lourenço, 2024

Chaerilobuthus est un genre fossile de scorpions de la famille des Pseudochactidae.

## Distribution
Les espèces de ce genre ont été découvertes dans de l'ambre de Birmanie. Elles datent du Crétacé.

## Liste des espèces
Selon The Scorpion Files (26/02/2025) :
- † Chaerilobuthus birmanicus Lourenço, 2015
- † Chaerilobuthus brandti Lourenço, 2022
- † Chaerilobuthus brigittemuellerae (Lourenço & Velten, 2020)
- † Chaerilobuthus bruckschi Lourenço, 2015
- † Chaerilobuthus complexus Lourenço & Beigel, 2011
- † Chaerilobuthus enigmaticus Lourenço, 2015
- † Chaerilobuthus gigantosternum Lourenço, 2016
- † Chaerilobuthus hansgeorgmuelleri Lourenço, 2019
- † Chaerilobuthus knodelorum Lourenço, 2018
- † Chaerilobuthus longiaculeus Lourenço, 2013
- † Chaerilobuthus meggeri Lourenço, 2021
- † Chaerilobuthus petersi Lourenço, 2024
- † Chaerilobuthus schmidti (Lourenço & Velten, 2024)
- † Chaerilobuthus schwarzi Lourenço, 2015
- † Chaerilobuthus serratus Lourenço, 2016
- † Chaerilobuthus staxi Lourenço, 2024

## Systématique et taxinomie
Ce genre a été décrit par Lourenço et Beigel en 2011 dans les Chaerilobuthidae. Il est placé dans les Pseudochactidae par Xuan, Prendini, Engel, Cai et Huang en 2025.
Chaeriloiurus et Serratochaerilobuthus ont été placés en synonymie par Xuan, Prendini, Engel, Cai et Huang en 2025.

## Publication originale
- Lourenço & Beigel, 2011 : « A new scorpion fossil from the Cretaceous amber of Myanmar (Burma). New phylogenetic implications. » Comptes Rendus Palevol, vol. 10, no 8, p. 635-639.